# Liebieg-Medaille
Die Liebieg-Medaille (auch Liebieg-Denkmünze) ist eine Auszeichnung, die 1962 vom Heimatkreis Reichenberg in Augsburg gestiftet wurde und in regelmäßigen Abständen an Persönlichkeiten verliehen wird, die sich um die heute tschechische Stadt Liberec – deutsch Reichenberg – in Nordböhmen verdient gemacht haben.
Unter den Preisträgern, die sich im Bereich Kultur, Politik oder Wirtschaft verdient gemacht haben, finden sich verschiedene namhafte Persönlichkeiten. Ein besonderes Augenmerk wird auf die Verbundenheit zur alten Heimat oder auf das Wirken aufgrund des dortigen Ursprungs gelegt.

## Medaille
Die Denkmünze ist nach der Reichenberger Textilindustriellenfamilie Liebieg benannt, der unter anderem Franz und Johann Liebieg angehörten. Entsprechend dem Leitspruch der Familie trägt auch die Medaille den Aufdruck „Per laborem ad honorem“.

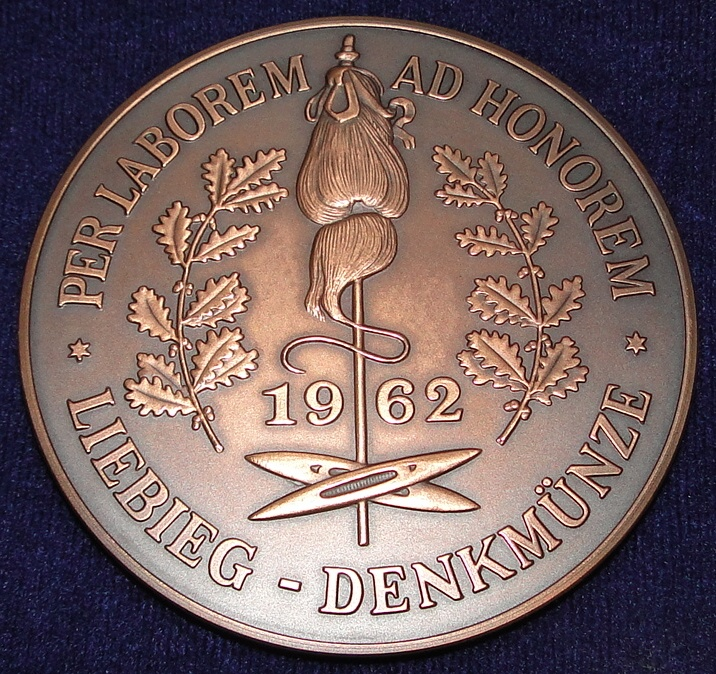
Vorderseite der Liebieg-Medaille
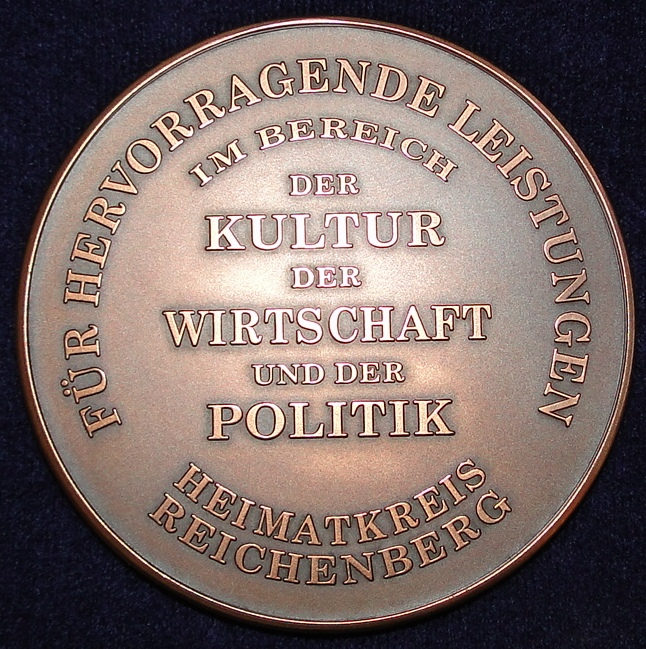
Rückseite der Liebieg-Medaille

## Preisträger
Genannt sind das Jahr der Vergabe, der Name des Preisempfängers und der Ort der Verleihung.
- 1962 Maria von Liebieg, Augsburg
- 1962 Klaus Müller, Augsburg
- 1962 Hermann Aubin, Augsburg
- 1962 Rudolf Lodgman von Auen, Augsburg
- 1962 Gablonz (Hartig-Sammlung), Augsburg
- 1963 Franz Karl Ginzkey, Ludwigsburg
- 1964 Adolf König, Hanau
- 1965 Emil Breuer, Augsburg
- 1965 Edmund Nick, Augsburg
- 1966 Josef Preußler, Wien
- 1967 Viktor Eichler, Nürnberg
- 1968 Otto Hoffmann, Kempten
- 1968 Harald Kreutzberg, Kempten
- 1969 Otto Feix, Ludwigsburg
- 1970 Hans Dittrich, Ludwigsburg
- 1971 Theo Keil, Linz
- 1972 Anton Keil, Michelstadt
- 1972 Karl Anton Rohan, Michelstadt
- 1972 Egon Schwarz, Michelstadt
- 1973 Roderich Menzel, Rosenheim
- 1974 Randolf Gränzer, Schwäbisch Gmünd
- 1975 Rudolf Schwertner, Augsburg
- 1977 Viktor Aschenbrenner, Frankfurt am Main
- 1978 Edmund Leukert, Ludwigsburg
- 1980 Hans Breuer, Augsburg
- 1980 Adolf Kreis, Augsburg
- 1981 Egon Hartmann, Memmingen
- 1982 Winnie Jakob, Ulm
- 1983 ÖAV – Sektion Reichenberg, Kempten
- 1984 Oskar Böse, Schwäbisch Gmünd
- 1985 Otfried Preußler, Augsburg
- 1986 Dieter Kind, Memmingen
- 1987 Brunhilde Steitz-Bruscha, Rosenheim
- 1988 Walter Sachers, Schwäbisch Gmünd
- 1990 Siegfried Tandler, Augsburg
- 1992 Herward J. von Ehrlich-Treuenstätt, Augsburg
- 1995 Arno Mießler, Augsburg
- 1997 Walter Hergl, Waldkraiburg
- 1997 Rudolf Scholze, Augsburg
- 1999 Roland Bulirsch, Zittau
- 2000 Franz Peter Künzel, München
- 2001 Peter Menacher, Augsburg
- 2003 Theo Gandenheimer, Augsburg
- 2004 Roswitha Seeliger, Memmingerberg
- 2005 Die Bürger der Stadt Augsburg, Augsburg
- 2006 Helmut Burde, Augsburg
- 2007 Lothar Porsche, Augsburg
- 2008 Alfred Barth, Augsburg
- 2009 Erwin Scholz, Olbersdorf
- 2011 Hermann-Niermann-Stiftung, Düsseldorf
- 2013 Dagmar Neumann, Liberec
- 2015 Kurt Gribl, Augsburg
- 2016 Egon Müller, Weinheim
- 2017 Klaus Hoffmann, Augsburg